# Klenová (Tschechien)
Klenová (deutsch Klenau) ist eine Gemeinde in Tschechien. Sie liegt neun Kilometer südwestlich von Klatovy und gehört zum Okres Klatovy.

## Geographie

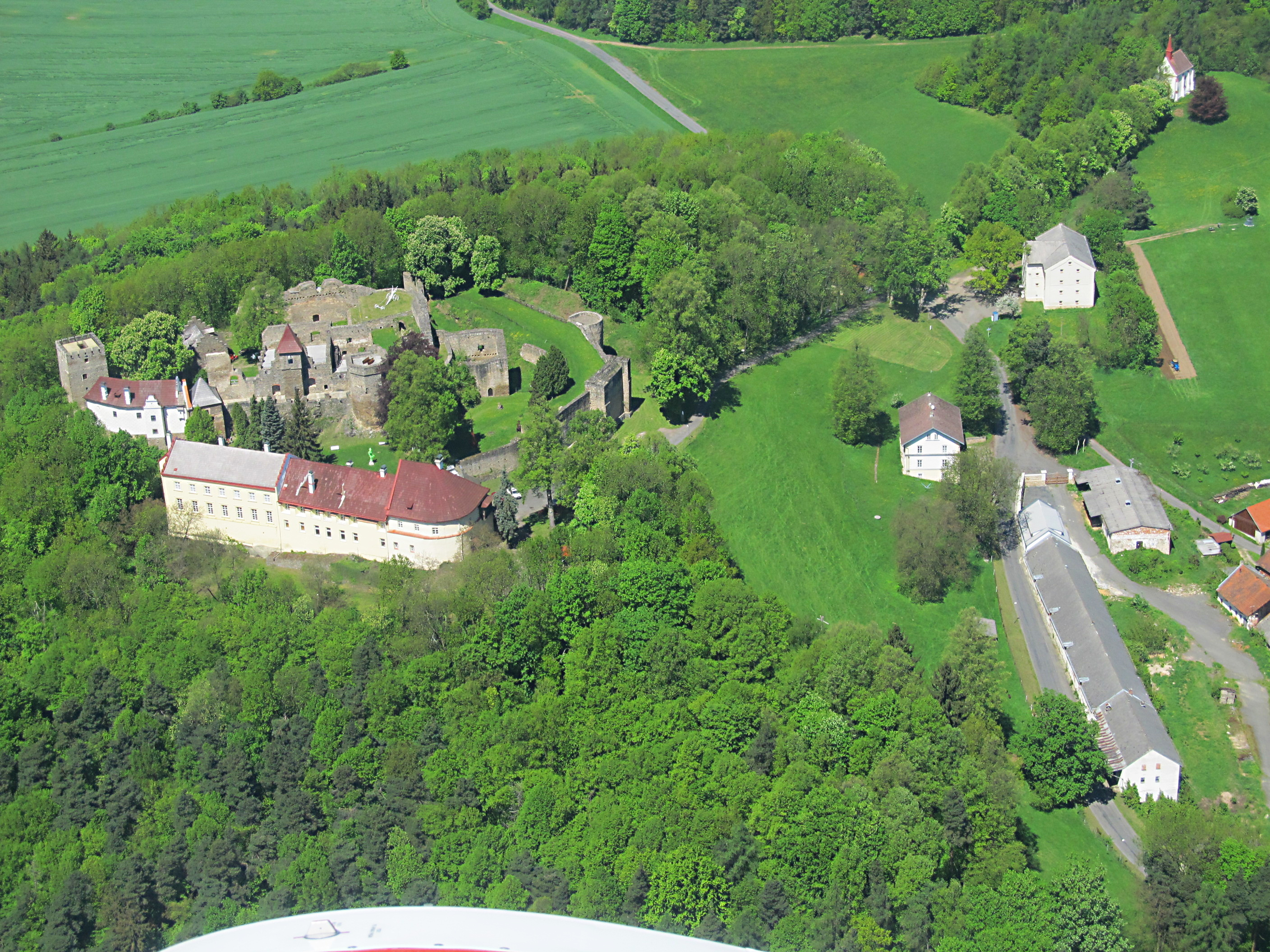
Burg und Schloss Klenová

Klenová befindet sich linksseitig über dem Tal des Baches des Kusmoukovský potok in der Strážovská vrchovina (Drosauer Bergland). Das Dorf liegt am östlichen Fuße des Burgberges (560 m) mit der Burgruine Klenová. Östlich erhebt sich die Úliště (690 m), im Süden die Rovenská hora (571 m). Gegen Osten liegt der Teich Smrkáček, nordöstlich der Kusmoukovský rybník.
Nachbarorte sind Rohozno, Granátka, Dolní Lhota und Vacovy im Norden, Kusmoukovský Mlýn, Rozpáralka, Týnec und Horní Lhota im Nordosten, Černé Krávy, Loučany, Pláň und Neznašovy im Osten, Kněžice, Javor, U Kosnářů im Südosten, Strážov, Rovná und Opálka im Süden, Dvorecký Mlýn, Rameno, Ondřejovice und Hvízdalka im Südwesten, Harant und das ehemalige Kasernenareal Janovice im Westen sowie Janovice nad Úhlavou im Nordwesten.

## Geschichte
Erstmals urkundlich erwähnt wurde Klenová im Jahre 1291 als Besitz des Bohuslav von Klenová. Das Städtchen gehörte zu den Gütern der im 13. Jahrhundert von den Herren von Janovice und Klenová erbauten Burg Klenová. Zu den bekanntesten Grundherren gehörte Přibík von Klenová, der 1465 verstarb. Ihm folgte sein Enkel Johann; dieser verkaufte die Herrschaft vor 1525 an Wilhelm Švihovský von Riesenberg, der sie noch um das Gut Bezděkov erweiterte. 1534 erwarb Zdeniek Lev von Rosental die verschuldete Herrschaft, im Jahr darauf erbte sie dessen Sohn Adam.
Seit 1547 befand sich die aus der Burg Klenová mit dem Städtchen und dem Hof Klenová, der wüsten Feste und dem Dorf Týnec, der wüsten Feste Bezděkov, dem Hof und dem Dorf Bezděkov sowie den Dörfern Javor, Loučany, Koryta, Hynkovice, Hořejší Želiv und Datelov bestehende Herrschaft unter der Zwangsverwaltung der Gläubiger des Adam Lev von Rosental. 1549 kaufte einer von ihnen, Adam von Sternberg die Herrschaft auf. 1553 veräußerte er sie an Georg Harant von Polschitz und Weseritz. Dessen Söhne Christoph und Adam teilten sich die Herrschaft 1585 je zur Hälfte. 1617 erbte Adams Sohn Johann Georg d. J. die eine Hälfte; die andere gehörte zu dieser Zeit Wilhelm von Klenau, der sie von seiner Mutter Magdalena Harant von Polschitz – einer Schwester von Adam und Christoph – übernommen hatte. Während des Ständeaufstandes wurde die Burg 1618 gegen den Widerstand des Mitbesitzers Wilhelm von Klenau unter eine Besatzung der Stände gestellt. Nach der Schlacht am Weißen Berg wurde Johann Georg d. J. Harant von Polschitz wegen seiner Beteiligung am Ständeaufstand 1623 zum Vasallen herabgesetzt; 1626 belehnte ihn König Ferdinand II. mit (seiner) Hälfte der Herrschaft. Mit Johann Georg d. J. Harants Tod fiel dessen Hälfte 1637 an die Krone Böhmen heim, die Georg Adam Borsita von Martinic damit belehnte. Die andere Hälfte verkaufte Wilhelm d. J. von Klenau im selben Jahre an Wilhelm d. Ä. von Klenau, der sie 1640 an Georg Adam Borsita von Martinic veräußerte. Martinic vereinigte beide Hälften wieder und schloss die Herrschaft wenig später mit der Herrschaft Opálka zusammen.
1669 wurde die vereinigte Herrschaft mit den Burgen Opálka und Klenová, der Feste Bezděkov, den Städtchen Strážov und Klenová, 18 Dörfern sowie acht Meierhöfen an Karl von Sternberg verkauft, der sie bereits 1673 an Paul Graf von Morzin weiterveräußerte. Dessen Sohn Ferdinand Matthias von Morzin teilte die vereinigte Herrschaft 1699 wieder; das Gut Klenová umfasste die Burg Klenová, das Städtchen Klenová sowie die Dörfer Loučany und Javor. Nachfolgend wechselten die Besitzer des Gutes in rascher Folge und die Burg wurde dem Verfall überlassen. Im 18. Jahrhundert war das Gut Klenová zeitweilig an die Herrschaft Bystřice nad Úhlavou angeschlossen. 1832 erwarb der Besitzer der Herrschaft Chodenschloß-Kauth, Eduard Graf von Stadion-Thannhausen das Gut Klenau und ließ die Burgruine sichern und im Stile der Romantik aufbereiten. Franz Wenzel Veith, der das Gut 1838 gekauft hatte, setzte die Wiederherstellungsarbeiten an der Burg fort.
Nach der Aufhebung der Patrimonialherrschaften bildete Klenové/Klenau ab 1850 mit den Ortsteilen Loučany und Javor eine Gemeinde im Gerichtsbezirk Klattau. Ab 1868 gehörte die Gemeinde zum Bezirk Klattau. Beide Ortsteile lösten sich 1897 los und bildeten die Gemeinde Javor. Zu Beginn des 20. Jahrhunderts trug die Gemeinde den tschechischen Namen Klenová t. Klenové. Der heutige Ortsname Klenová wird seit 1924 verwendet. Im Zuge der Gemeindegebietsreform wurde Klenová 1961 nach Týnec eingemeindet, ab 1980 gehörte das Dorf als Ortsteil zu Janovice nad Úhlavou. Seit dem 24. November 1990 bildet Klenová wieder eine eigene Gemeinde.

## Gemeindegliederung
Für die Gemeinde Klenová sind keine Ortsteile ausgewiesen. Zu Klenová gehören die Einschichten Harant und Kusmoukovský Mlýn sowie ein Anteil von U Kosnářů.

## Sehenswürdigkeiten

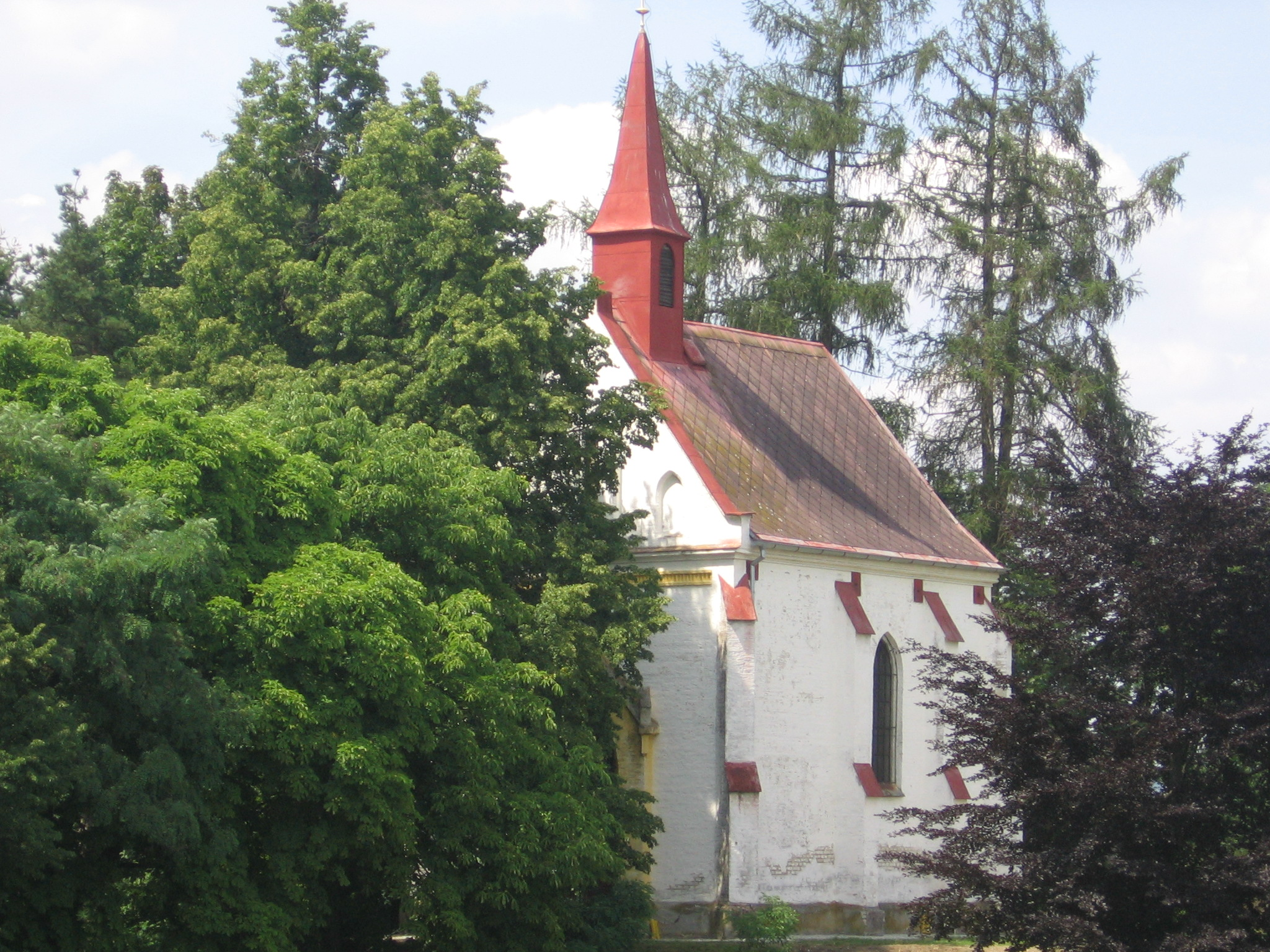
Kapelle des hl. Felix

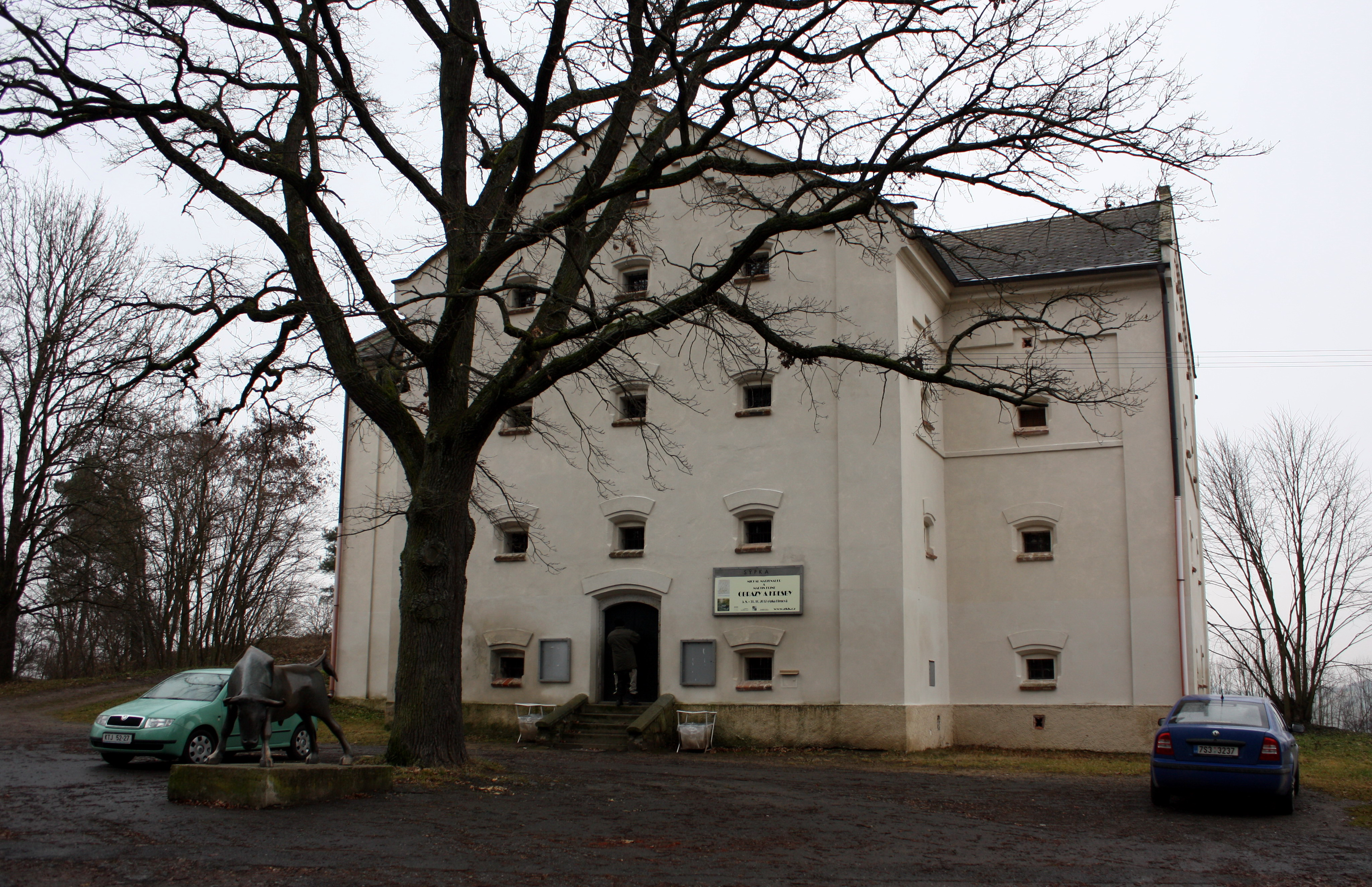
Speicher

- Burgruine und Schloss Klenová, westlich über dem Dorf, die Anlage wurde 1951 zum Bedeutenden Kulturdenkmal erklärt.
- Speicher, er dient heute als Galerie
- Kapelle des hl. Felix, auf einer Anhöhe nördlich der Burg
- Statue des hl. Johannes von Nepomuk

## Söhne und Töchter der Gemeinde
- Christoph Harant von Polschitz und Weseritz (1564–1621), böhmischer Adeliger, Diplomat, Komponist, Schriftsteller, Reisender, Humanist